# Literaturverlag Droschl
Der Literaturverlag Droschl hat seinen Sitz in Graz und widmet sich ausschließlich und seit seiner Gründung der Gegenwartsliteratur von deutsch- und fremdsprachigen Autoren.
Die ersten Titel des Verlages erschienen 1978 (Kunstbücher von Giuseppe Zigaina und Adolf Frohner), nachdem es Droschl schon seit mehreren Jahren als Galerie und Buchhandlung gegeben hatte. Unter den ersten Autoren waren so bekannte Namen wie Wolfgang Bauer und Bernhard Hüttenegger, in den nächsten Jahren folgten Helmut Eisendle, Gerhard Roth, Klaus Hoffer, Reinhard P. Gruber und Alfred Kolleritsch.

## Gegenwartsliteratur
Bereits mit den ersten Büchern bei Droschl lag der Schwerpunkt im Bereich jenseits der traditionellen Literatur, die Autoren waren sogenannte „Traditionsbrecher“ oder formale Erneuerer.
Die ersten Bücher von Autoren wie Reinhold Aumaier, Lucas Cejpek, Michael Donhauser, Antonio Fian, Eleonore Frey, Ingram Hartinger, Gabriel Loidolt, Gian Pedretti, Peter Pessl, Georg Pichler, Walter Vogl oder Peter Waterhouse, alle in den 80er Jahren, verkauften sich zwar schlecht, errangen aber die Aufmerksamkeit der Kritiker, literarische Preise und Auszeichnungen. Dieses risikofreudige Publizieren von Erstveröffentlichungen wurde fortgesetzt: Debütbände von Bettina Balàka, Helga Glantschnig, Lydia Mischkulnig, Rosa Pock, Sissi Tax, Matthias Göritz, Ingeborg Horn und Almut Tina Schmidt erschienen; die Karriere von Werner Schwab begann 1992 mit den Stücken in seinem Erstlingsband „Fäkaliendramen“. 1988 ging der 3sat-Preis des Bachmann-Preises an Anselm Glück; Klaus Händl erhielt 1994 sowohl den Rauriser Literaturpreis als auch den Robert-Walser-Preis für sein Debüt; 1995 erhielt Gundi Feyrer das Grazer Stadtschreiberamt und 1997 den Preis des Landes Kärnten; 1999 wurde Bettina Balàka mit dem Meta-Merz-Preis und dem Ö1-Essay-Preis ausgezeichnet; die erste Trägerin des Holfeld-Tunzer-Preises war 2001 Sissi Tax, Bodo Hell wurde im März 2003 der Preis der Literaturhäuser verliehen. Ernst Jandl rühmte den Verlag in der Zeitschrift Profil als mutige und dynamische Ausnahme in der Verlagslandschaft.
Diese jüngeren Autoren stehen neben den bereits anerkannten älteren, die im Droschl-Programm mit Werkausgaben vertreten sind: Wilhelm Muster, Alfred Kolleritsch, Wolfgang Bauer, Reinhard P. Gruber, Monique Schwitter, Gertraud Klemm.
Mit Echos Kammern von Iris Hanika und Eine runde Sache von Tomer Gardi wurden sowohl 2021 als auch 2022 von Droschl verlegte Bücher mit dem Preis der Leipziger Buchmesse für Belletristik ausgezeichnet.

## Übersetzungen
Ein zweiter Schwerpunkt der Droschl-Aktivitäten sind Übersetzungen. Der erste Titel erschien 1986: „Frisbees“, ein zweisprachiger Gedichtband von Giulia Niccolai, der „Mutter der italienischen Avantgarde“. Seither werden kontinuierlich moderne Klassiker veröffentlicht: Miguel de Unamuno, Victor Segalen, Henri Michaux, Julien Gracq, Michel Butor, Michel Leiris und Paul Bowles. Für seine Michaux-Übersetzungen erhielt Dieter Hornig den Aristeion-Preis der Europäischen Union.
Lyrik erscheint oft in zweisprachigen Ausgaben. Hier seien Tomas Šalamun und Tadeusz Różewicz genannt, Bohumila Grögerová und Josef Hiršal, die Ungarn Endre Kukorelly und Dezső Tandori, die englischen Autoren Michael Hamburger und Basil Bunting, der amerikanische Lyriker (Robert Creeley), die marokkanischen Geschichten von Mohammed Mrabet und Larbi Layachi und die kroatischen und bosnischen Autorinnen Irena Vrkljan und Dragana Tomaševic.
Viele Autoren wurden mit ihren Droschl-Veröffentlichungen dem deutschsprachigen Publikum zum ersten Mal vorgestellt, angefangen mit Andrea Zanzotto, Marina Palej, Maja Vidmar, César Aira bis zu Rada Ivekovic, Ferenc Szijj, László Garaczi und Tobias Wolff.
1992 wurde Heimrad Bäckers „Verlag edition neue texte“ übernommen. Sie versammelte Entwürfe einer neuen Art von Literatur in einem Verlagsprogramm, das die von rigoroser Sprachreflexion und striktem Materialbezug gleichermaßen bestimmten Stränge der Moderne weiterentwickelte und so eine kontinuierliche Brücke zwischen den älteren Autoren, etwa der Wiener Gruppe, und den nachfolgenden Generationen ermöglichte – ein verdientes Forum experimenteller, sprachkritischer Schriftsteller wie Franz Josef Czernin, Andreas Okopenko, Reinhard Priessnitz, Gerhard Rühm, Ferdinand Schmatz, Dominik Steiger (Literat) oder Hansjörg Zauner. Elfriede Gerstl wurde 1999 für ihr Werk sowohl mit dem Georg-Trakl-Preis als auch mit dem Erich-Fried-Preis ausgezeichnet, und Heimrad Bäckers Lebenswerk wurde Ende 2002 in einer umfassenden Ausstellung in der Landesgalerie in Linz gewürdigt.

## Reihen – Dossier, Essay
Seit der Gründung des Verlags sind mehrere Reihen gestartet worden. Viele von ihnen werden weitergeführt, vor allem die Reihen Essay und Dossier. Jeder Dossier-Band ist einer führenden Persönlichkeit des österreichischen Literaturlebens gewidmet – bisher den Autoren Ilse Aichinger, H. C. Artmann, Wolfgang Bauer, Albert Drach, Gunter Falk, Barbara Frischmuth, Elfriede Gerstl, Norbert Gstrein, Peter Handke, Raoul Hausmann, Peter Henisch, Klaus Hoffer, Elfriede Jelinek, Gert Jonke, Michael Köhlmeier, Alfred Kolleritsch, Hans Lebert, Friederike Mayröcker, Anna Mitgutsch, Peter Rosei, Gerhard Roth, Gerhard Rühm, Leopold von Sacher-Masoch, Michael Scharang, Werner Schwab, Marlene Streeruwitz und Josef Winkler.
Die Essay-Reihe, mit bisher 49 Titeln, soll in Einzelausgaben und Sammelbänden den literarischen Essay in seinen unterschiedlichsten Erscheinungsweisen als Kunstform präsentieren. Hier sind, immer in Erstausgaben, Texte von Elfriede Czurda, Dorothea Dieckmann, William Gass, Hans-Jürgen Heinrichs, Felix Philipp Ingold, Birgit Kempker, Brigitte Kronauer, Miodrag Pavlović, Schuldt, Jesper Svenbro, Yoko Tawada, Dieter Wellershoff, Paul Wühr und anderen erschienen.

## Allgemein
Das Droschl-Programm ist nicht einfach, es gibt keine klare Linie, kein schlichtes Profil. Das Programm, das die Nationalbibliothek in Wien mit dem Ankauf des Archivs der ersten beiden Jahrzehnte würdigte, war das unformulierte Credo des Verlagsgründers Maximilian Droschl, der das Unternehmen mit bemerkenswerter Kontinuität die ersten 25 Jahre lang führte. Seine Tochter Annette Knoch übernahm im Mai 2003 die Geschicke des Literaturverlages mit demselben Enthusiasmus.